# Triclis octodecimnotatus
Triclis octodecimnotatus là một loài ruồi trong họ Asilidae. Triclis octodecimnotatus được Costa miêu tả năm 1893. Loài này phân bố ở vùng Cổ Bắc giới.